# Apeadeiro de Castanheiro
O Apeadeiro de Castanheiro foi uma gare da Linha do Tua, que servia a localidade de Castanheiro, no concelho de Carrazeda de Ansiães, em Portugal.

## História
Este apeadeiro insere-se no primeiro troço da Linha do Tua, entre Tua e Mirandela, que abriu à exploração em 29 de Setembro de 1887.
Em 2008, foi encerrada a circulação ferroviária no troço entre Tua e Cachão, após ter ocorrido um grave acidente. A operadora Comboios de Portugal instituiu um serviço de táxis de substituição, que serve a localidade de Castanheiro.